# Peso argentí
El peso argentí (en espanyol peso argentino) és la moneda oficial de curs legal de l'Argentina. Encara que el nom "peso argentí" és utilitzat des de 1881, el peso argentí contemporani va ser creat el 1991. Se subdivideix en 100 centaus (centavos). Segons la darrera reforma monetària, (1991-2002), també era conegut com a peso convertible o nuevo peso (nou peso). El símbol utilitzat per al peso argentí és Arg$ (o, simplement, en el mercat interior, $) i el codi ISO 4217 és ARS.
És emès pel Banco Central de la República Argentina. N'hi ha en circulació bitllets de 100, 50, 20 10, 5 i 2 pesos i monedes d'1 peso i de 50, 25, 10, 5 i 1 centaus. També hi ha monedes de 5 i 2 pesos en emissions commemoratives, de circulació excepcional.

## Història del peso argentí
Al començament del segle xx, el peso argentí era una de les divises més cotitzades del món. Però, durant la segona meitat del segle, l'economia argentina es va col·lapsar en diverses ocasions, cosa que provocà greus períodes d'hiperinflació. Per això, el govern va realitzar diversos canvis en la moneda de curs legal:

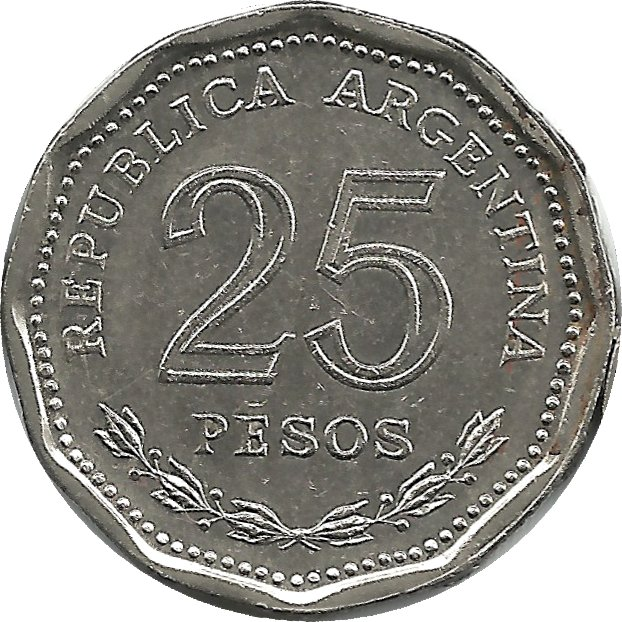
25 pesos del 1968

- Peso moneda nacional (m$n), 1881-1969.
- Peso ley ($Ley), 1970-1983, que va reemplaçar l'anterior, a raó d'1 $Ley per cada 100 m$n.
- Peso argentino ($a), 1983-1985, que va reemplaçar l'anterior, a raó d'1 $a per cada 10.000 $Ley.
- Austral (A) 1985-1991, que va reemplaçar l'anterior, a raó d'1 A per cada 1.000 $a.
- Nuevo peso o peso convertible (Arg$), des de 1991, que va reemplaçar l'anterior, a raó d'1 Arg$ per cada 10.000 A. Va ser anomenat peso convertible, ja que el Banc Central va establir un sistema de canvi fix amb el dòlar dels Estats Units, i per cada peso convertible circulant hi havia un dòlar al Banc Central.[1] Després de la crisi econòmica de 2002, aquest sistema va ser substituït per un altre de lliure canvi, la qual cosa ha elevat la taxa de canvi fins a 3 pesos argentins per cada dòlar nord-americà, i s'ha eliminat l'adjectiu convertible del nom de la moneda.

## Taxes de canvi
- 1 EUR = 1.048,23 ARS (20 d'agost del 2024)
- 1 USD = 944,25 ARS (20 d'agost del 2024)